# こと座R星
こと座R星（ことざRせい、R Lyrae、R Lyr）またはこと座13番星は、こと座の脈動変光星。

## 特徴
こと座R星は、SRB型に分類される半規則型変光星である。変光周期は変光星総合カタログでは約46日となっているが、実際の光度曲線はもう少し複雑で、周期分析の結果は46日周期の他に、64日周期の存在を示唆している。変光星総合カタログによれば、3.88等と5.00等の間で変光するとされているが、アメリカ変光星観測者協会のデータでは、3.81等と4.44等の間を変光するとなっている。こと座R星が分類されるSRB型は、半規則型変光星の中でも周期性があまり良くない変光をする赤色巨星が分類される型であり、こと座R星自身はスペクトル型がM5 IIIの赤色巨星である。

## 名称
「こと座R星」という名称は、変光星の命名規則に従って付与されたもので、こと座で最初に確認された変光星であることを意味する。この星は、元々フラムスティード名で呼ばれていたが、1856年にジョゼフ・バクセンデルが変光星であることを発見した。